# Porella mexicana
Porella mexicana là một loài rêu tản trong họ Porellaceae. Loài này được (Hampe) Trevis. miêu tả khoa học lần đầu tiên năm 1877.